# 伊斯坦布尔历史年表
以下是伊斯坦布尔这座城市的历史年表：

## 4世纪以前
- 公元前657年 – 希腊人创建拜占庭。
- 公元前513年 – 大流士一世的波斯帝国占领拜占庭[1]
- 公元前479年 – 斯巴达人 在普拉提亚战役获胜后，从波斯人手中夺取拜占庭[2]
- 公元前411年 – 被斯巴达占领
- 公元前408年 – 被雅典占领
- 公元前340年 – 被腓力二世_(马其顿)的军队围困未成功
- 公元前317年 – 拜占庭战役
- 公元193年 
  - 被塞普蒂米乌斯·塞维鲁包围
  - 人口：15,000
- 196年 – 被塞普蒂米乌斯·塞维鲁占领[3]，拆除城墙，城市夷为平地
- 203年 
  - 塞普蒂米乌斯·塞维鲁重建城市
  - 君士坦丁堡竞技场建成（大致日期）
  - 主要街道梅塞大道建成
  - 宙克西帕斯浴场建造 （大致日期）
  - 重建城墙（大致日期）
- 267年 – 被赫鲁利人占领

## 4–15世纪
- 315年– 神圣和平教堂建成（大致日期）
- 324年 
  - 11月8日：君士坦丁大帝将城市改名为君士坦丁堡（Constantinoupolis），开始大规模重建
  - 蛇柱搬迁到拜占庭
  - 竞技场扩建。
  - 人口： 20，000
- 328年 – 11月4日：君士坦丁将君士坦丁堡作为首都。
- 330年 
  - 5月11日：君士坦丁纪念柱奉献
  - 圣使徒教堂建造 （大致日期）
  - 科拉教堂建造 （大致日期）
  - 零里程标志米利翁（Milion）建造 （大致日期）
- 332年
  - 5月18日：向公民免费分发食物。每天从117个分发点获得80 000份口粮
- 359年 – 任命第一位市长
- 360年 –  2月15日：神圣智慧大教堂揭幕
- 362年 – 建造孔托斯卡里昂港口
- 365年 –普罗科皮乌斯部队占领城市[4]
- 368年 
  - 瓦伦斯水道桥完成
  - 建造马格纳乌拉宫殿 （大致日期）
  - 人口： 150，000
- 378年 – 君士坦丁堡战役: 哥特人攻击城市
- 381年 – 第一次君士坦丁堡公会议在神圣和平教堂举行
- 382年 
  - 干旱
  - 瓦伦斯水道桥增加第二线
- 390年 – 安放图特摩斯三世方尖碑
- 393年 
  - 重建狄奥多西广场
  - 竖立狄奥多西纪念柱
  - 狄奥多西拱门完成
  - 人口： 200，000
- 395年 – 地震（大致日期）
- 400年 – 城市被盖纳斯叛军占领了几个月。
- 401年 – 阿卡狄奧斯柱开始建造
- 403年
  - 建立阿卡狄奧斯广场
  - 竖立欧多克西亚纪念柱
  - 地震
- 407年 – 4月1日：地震
- 413年 – 狄奧多西城牆建成
- 415年 – 10月10日：狄奧多西二世教堂落成
- 420年 – 劳苏斯宫建成 （大致日期）
- 421年 – 埃提乌斯地下宫殿建成
- 425年 – 2月27日：皇帝狄奧多西二世创办大学（Pandidakterion）
- 428年 – 狄奧多西地下宮殿建造（大致日期）
- 430年 – 安提科斯宫建造
- 433年 – 8 月： 大火摧毁金角湾沿岸的建筑物
- 437年 – 9月25日：君士坦丁城墙和狄奧多西城墙在地震中受损
- 439年 – 布科里昂宫建造 （大致日期）
- 440年 – 圣安德烈教堂建成 （大致日期）
- 447年 
  - 1月26日：城墙因地震而受损
  - 康斯坦丁努斯指挥16，000名工人在60天内重建城墙
  - 11月6日：君士坦丁城墙和狄奧多西城墙在地震中受损
- 450年
  - 马尔西安柱竖立 （大致日期）
  - 布拉彻纳圣母堂建成
- 459年 
  - 阿斯帕尔地下宫殿开始建造
  - 奥古斯塔广场重建
- 462年 – 斯图狄奥斯修道院成立
- 464年 – 9月：大火从金角湾的船坞开始，并损坏了该市14个区中的8个区
- 473年 – 君士坦丁堡帝国图书馆被烧毁
- 476年 – 地下水宫殿重建 （大致日期）
- 478年 – 9月25日：城墙因地震而受损
- 498年 – 绿党暴动破坏竞技场和周边地区
- 500年
  - Mocius地下宫殿建造 （大致日期）.
  - 布拉彻纳宫建造 （大致日期）
  - 拜占庭建筑，后来的巴拉班阿加清真寺建成（大致日期）
- 524年 – 建造圣波利埃克塔斯教堂
- 527年 – 圣谢尔盖和巴克斯教堂开始建造
- 532年 
  - 1 月：尼卡暴动
  - 2月23日：圣索菲亚大教堂开始建造
  - 重建并扩大地下水宫殿
- 533年 – 地震
- 536年 – 圣谢尔盖和巴克斯教堂完工
- 537年 
  - 12月26日：圣索菲亚大教堂完成
  - 人口：300，000~500，000
- 541年 – 查士丁尼大瘟疫杀死了 40% 的人口
- 543年 – 竖立查士丁尼柱
- 545年 – 小麦和葡萄酒短缺
- 548年 – 重建神圣和平教堂
- 550年 – 6月28日：重建圣使徒教堂
- 553年 – 第二次君士坦丁堡公會議举行
- 554年 – 8月16日：554年安纳托利亚地震
- 555年 – 5月~7月：面包短缺
- 557年 – 12月14日：557年士坦丁堡地震摧毁城市大部分地区
- 558年 – 2月~7月：查士丁尼鼠疫再次发生
- 560年 – 建造泉水诞神女修道院
- 562年 – 11 月： 干旱
- 570年 
  - 皇帝查士丁尼二世建造大皇宫的金宴殿（大致日期）
  - 圣保罗孤儿院成立（大致日期）
- 573–574年 – 查士丁尼瘟疫再次发生
- 575年 –  加深扩建孔托斯卡利翁港
- 576年 – 瓦伦斯水道桥维修和扩建
- 582年 – 饥荒
- 586年 – 查士丁尼瘟疫再次发生
- 599年 – 查士丁尼瘟疫再次发生
- 626年 – 阿瓦尔人、斯拉夫人和萨珊波斯人围攻君士坦丁堡
- 674–678 – 君士坦丁堡围城战
- 680 – 第三次君士坦丁堡公會議举行
- 690 – 皇帝查士丁尼二世建造查士丁尼大厅（大致日期）
- 692 – 特劳拉会议举行
- 698 – 鼠疫爆发
- 717–718 – 君士坦丁堡围城战
- 740 – 10月26日：740年君士坦丁堡地震
- 747 – 鼠疫爆发
- 753 – 重建神圣和平教堂
- 758 – 干旱
- 766 – 修复瓦伦斯水道桥
- 769 – 灯塔圣母堂（Church of the Virgin of the Pharos）建成
- 813 – 保加利亚军队围困城市
- 821 – 斯拉夫人托马斯的部队包围城市
- 860 –君士坦丁堡围城战
- 869 – 部分城墙在地震中倒塌
- 870 – 第四次君士坦丁堡公會議（天主教）]举行
- 880 
  - 第四次君士坦丁堡公會議（东正教）]举行
  - 5月1日：新教堂（Nea Ekklesia）建成
- 907 – 罗斯–拜占庭战争_(907年)的君士坦丁堡围城战
- 908 – 利普斯修道院建成
- 920 – 没药教堂建成
- 922 – 君士坦丁堡战役_(922年)
- 941 – 罗斯围攻君士坦丁堡
- 971 – 皇帝约翰一世建造铜门基督堂
- 1000 – 圣狄奧多罗斯教堂 建成（大致日期）
- 1030 – 皇帝罗曼努斯三世建造水修道院
- 1045 – 曼加纳圣乔治修道院建成（大致日期）
- 1047 – 9 月：利奥 · 托尼基奥斯的叛军围城
- 1049 — 天主之母修道院成立.
- 1059 – 布拉切纳宫圣特克拉教堂建成
- 1060 – 万福天主之母堂建成 （大致日期）
- 1081 – 重建科拉教堂
- 1087 – 基督全见修道院建成
- 1100 
  - 使用纸[5]。

## 15–18世纪
- 1402年 
  - 鄂圖曼封锁解除
  - 地震
- 1410年 – 6月：科斯米迪翁战役
- 1411年 – 君士坦丁堡围城
- 1422年 – 君士坦丁堡围城
- 1427年 – 圣本笃堂建成
- 1437年 
  - 9月4日： 地震
  - 11月25日：地震
- 1452年 – 如梅利堡垒建成
- 1453年
  - 4月6日至5月29日：君士坦丁堡被奥斯曼帝国军队围困；君士坦丁堡的陷落；穆罕默德二世进入君士坦丁堡
  - 奥斯曼帝国从埃迪尔内迁都到君士坦丁堡[6]
  - 东正教圣索菲亚大教堂改为清真寺[7]
  - 伊斯坦布尔大学的前身伊斯兰学校成立
  - 人口: 40,000–50,000
- 1454年 
  - 4月18日：君士坦丁堡条约
  - 帝国兵工厂成立
  - 法那尔希腊正教学院成立
- 1458年
  - 耶迪库勒要塞建成。
  - 艾郁普蘇丹清真寺建成
- 1460年 – 大巴扎建成（大致日期）[8]
- 1465年 – 托卡比皇宮开始建造
- 1467年 – 土耳其国家造币厂成立
- 1470 
  - 法提赫清真寺建成
  - 萨恩-塞曼伊斯兰学校成立
- 1471 – 罗姆穆罕默德帕夏清真寺建成
- 1472 – 瓷砖亭建成
- 1478 – 一座天主教堂改为阿拉伯清真寺
- 1479 – 1月25日: 君士坦丁堡条约 (1479年)

## 20世纪
- 1930年 
  - 城市更名为"伊斯坦布尔"。[9]
  - 伊斯坦布尔盾牌队成立。
- 1931年 – 意大利犹太会堂成立
- 1932年 – 菲尔桥建造
- 1933年 
  - 8月1日：伊斯坦布尔大学成立[7]
  - 10 月：居内足球俱乐部成立
  - 伊斯坦布尔动物博物馆成立

## 21世纪
- 2012年
  - 2月26日伊斯坦布尔集会，纪念霍贾利大屠杀
  - 8月17日：伊斯坦布尔地铁4号线开通
  - 建造桑卡克拉清真寺
  - MEF 大学开幕
  - 土耳其司法科学研究所开业
  - 纯真博物馆开馆[10]
  - 人口：13，854，740人。
- 2013年
  - 5月28日：2013年土耳其反政府抗议运动从塔克西姆广场开始
  - 6月14日: 伊斯坦布尔地铁3号线开通
  - 10月10日：佐卢中心开业
  - 10月29日： 
    - 马尔马拉铁路的马尔马拉隧道开放供公众使用[11]
    - 艾瑞理克·傑斯梅希火车站开放
- 2014年
  - 2月15日： 金角湾地铁桥开通
  - 9月1日：伊斯坦布尔莱佛士酒店开业
  - 11月29日：教宗方济各来访，会见牧首巴爾多祿茂和穆斯林领导人  [12]
  - 桑卡克拉清真寺建在比耶克梅塞. （页面存档备份，存于）
  - 伊斯坦布尔半程马拉松
- 2015年
  - 1月6日：2015年伊斯坦布尔自杀式炸弹袭击.
  - 4月19日：伊斯坦布尔地铁6号线开通
  - 5月26日：梅米特·恰克尔文化体育中心开业
  - 12月1日：2015伊斯坦布尔地铁爆炸案
  - 12月23日：2015年伊斯坦堡萨比哈·格克琴国际机场爆炸案
- 2016年 
  - 1月12日：2016年1月伊斯坦布尔爆炸事件
  - 3月19日：2016年3月伊斯坦布尔爆炸案
  - 4月11日：沃达丰球场开放
  - 6月7日：2016年6月伊斯坦布尔爆炸案
  - 28 六月：2016年伊斯坦布尔机场恐怖袭击
  - 15-16 七月：2016 年土耳其政变未遂
  - 8月20日：贝科兹大学成立
  - 8月23日：《自由民主》（Özgürlükçü Demokrasi）发刊
  - 8月26日：亚武兹苏丹塞利姆大桥通车
  - 10月6日：2016年10月伊斯坦布尔爆炸案
  - 12月10日：2016年12月伊斯坦布尔爆炸案
  - 12月22日：欧亚隧道开通
- 2017年 
  - 1月1日：2017年伊斯坦布尔夜总会袭击
  - 7月9日：
  - 10月29日：伊斯坦布尔地铁F3线开通
  - 12月15日：伊斯坦布尔地铁5号线开通
  - 人口：15，029，231人（估计，都市区）[13]
- 2018年 
  - 萨哈博览会首次举办
  - 9月20日至23日：伊斯坦布尔特克诺菲斯特节举办
  - 10月29日：伊斯坦布尔机场开放

### 18–19世纪出版
- Petrus Gyllius; John Ball. . London. 1729.
- William Hunter, ,  3rd, London: J. White, 1803, OCLC 10321359
- H.A.S. Dearborn, , , Boston: Wells & Lilly, 1819
- Jedidiah Morse; Richard C. Morse, ,  4th, New Haven: S. Converse, 1823
- Josiah Conder, , , The Modern Traveller 14, London: J.Duncan, 1830
- John Fuller, , , John Murray, 1830, OCLC 15470157
- David Brewster (编). .  7. Philadelphia: Joseph and Edward Parker. 1832. hdl:2027/mdp.39015068302770.
- Evliya Çelebi. .  1. Translated by Joseph von Hammer-Purgstall. London: Oriental Translation Fund. 1834.
- Thomas Bartlett. . . London: Thomas Kelly. 1841  [2020-07-24]. （原始内容存档于2021-02-14）.
- John Macgregor. . . London: C. Knight and Co. 1844  [2020-07-24]. （原始内容存档于2020-07-28）.
- , , London: J. Murray, 1845, OCLC 397597, hdl:2027/mdp.39015063903770
- Mrs. Edmund Hornby, , Philadelphia: J. Challen & Son, 1858, OL 7196461M
- Charles Knight (编). . . English Cyclopaedia 2. London: Bradbury, Evans, & Co. 1866. hdl:2027/nyp.33433000064794.
- , , New York: D. Appleton & Co., 1888
- William Holden Hutton, , Mediaeval Towns, London: J. M. Dent, 1900, OCLC 150311124

### 20世纪出版
- , , London: W. & R. Chambers, 1901
- , London: J. Murray, 1907  [2020-07-24], （原始内容存档于2020-07-28）
- . London: Macmillan and Co. 1907  [2020-07-24]. （原始内容存档于2020-07-28）.
- ,  11th, New York, 1910, OCLC 14782424
- Demetrius Coufopoulos,  4th, London: Adam and Charles Black, 1910, OL 7046206M
- Benjamin Vincent, ,  25th, London: Ward, Lock & Co., 1910
- Robert Hichens, , New York: Century Co., 1913, OCLC 1293222, OL 6561851M
- Francis Whiting Halsey (编). . . Seeing Europe with Famous Authors 10. Funk & Wagnalls Company. 1914  [2020-07-24]. （原始内容存档于2018-06-24） –HathiTrust.
- William Harman Black. . . Black's Blue Books. New York: Brentano's. 1920  [2020-07-24]. （原始内容存档于2020-07-28）. |number=被忽略 (帮助)
- [Old Constantinople: 110 photographs of the city], München: Roland-Verlag, 1920 （德语）
- Glanville Downey, , Centers of Civilization Series, USA: University of Oklahoma Press, 1960, OL 5800255M
- Bernard Lewis, , USA: University of Oklahoma Press, 1963, OCLC 479098
- , National Geographic 144 (Washington DC), 1973, 144
- J. H. G. Lebon. . Town Planning Review. 1970, 41 (2): 179–194. JSTOR 40102697. doi:10.3828/tpr.41.2.4k8270pq400mu05p.
- Colin Thubron, , Great Cities, Time-Life Books, 1978  [2020-07-24], OL 4178939M, （原始内容存档于2020-07-24）
- Philip Mansel, , John Murray, 1995, ISBN 9780719550768
- Trudy Ring (编). . . International Dictionary of Historic Places 3. Fitzroy Dearborn. 1996. OCLC 31045650.
- Edhem Eldem;  et al, , New York: Cambridge University Press, 1999, ISBN 052164304X

### 21世纪出版
- Arzu Öztürkmen. . Asian Folklore Studies. 2002, 61 (2): 271–294. JSTOR 1178974. doi:10.2307/1178974.
- Europe's Muslim Capital by Philip Mansel in the June 2003 issue of History Today
- Amy Mills. . Geographical Review. 2005, 95 (3): 441–462. JSTOR 30034247. doi:10.1111/j.1931-0846.2005.tb00375.x.
- Josef W. Meri (编). . . Routledge. 2006. ISBN 978-0-415-96691-7.
- C. Edmund Bosworth (编). . . Leiden: Koninklijke Brill. 2007: 180–218  [2020-07-24]. ISBN 978-9004153882. （原始内容存档于2020-11-07）.
- Bruce Stanley, , Michael R.T. Dumper; Bruce E. Stanley  (编), , Santa Barbara, USA: ABC-CLIO: 180–187, 2008  [2020-07-24], ISBN 9781576079195, （原始内容存档于2021-01-22）
- Nebahat Avcioğlu. . RES: Anthropology and Aesthetics. 2008, (53/54): 190–210. JSTOR 25608817.
- Gabor Agoston; Bruce Alan Masters (编). . . Facts on File. 2009: 286  [2020-07-24]. ISBN 978-1-4381-1025-7. （原始内容存档于2015-11-11）.
- . . Oxford University Press. 2009: 315–330  [2020-07-24]. ISBN 9780195309911. （原始内容存档于2020-06-03）.
- Ebru Boyar, , Cambridge: Cambridge University Press, 2010, ISBN 9780521199551
- Birge Yildirim, , 2012  [2020-07-24], （原始内容存档于2020-10-24） –International Planning History Society
- Gerhard Böwering (编). . . Princeton University Press. 2013  [2020-07-24]. ISBN 978-0-691-13484-0. （原始内容存档于2020-08-11）.